# Henderson (Louisiane)
Pour les articles homonymes, voir Henderson.
Henderson est une ville de la paroisse de Saint-Martin en Louisiane, aux États-Unis. Au recensement de la population de 2000, le nombre d'habitants s'élevait à 1 531 personnes. 